# Sauge officinale
Salvia officinalis
Espèce
Classification phylogénétique
Statut de conservation UICN

 LC  : Préoccupation mineure
La sauge officinale (Salvia officinalis) est une espèce de plantes à fleurs de la famille des Lamiacées. C'est un sous-arbrisseau souvent cultivé dans les jardins comme plante condimentaire et officinale ou tout simplement pour la beauté de son feuillage et de ses fleurs. On l'appelle aussi herbe sacrée ou thé d'Europe (à ne pas confondre avec le thé effectivement cultivé en Europe ; voir Cha Gorreana).

## Description
C'est une plante très ramifiée, aux tiges de section carrée, à la base lignifiée. Les feuilles pétiolées sont vert pâle, veloutées, oblongues. Les fleurs, sur des hampes florales érigées, sont regroupées en petits glomérules.

## Caractéristiques
La racine de la sauge est brunâtre et fibreuse. La tige mesure de 20 à 30 centimètres et est très rameuse. Les feuilles, opposées, elliptiques, inférieures pétiolées, rugueuses, à bord dentelé, réticulées, molles, à dessus blanchâtre, persistent l'hiver grâce au revêtement de poils laineux qui les protège. Les fleurs, généralement bleues mais parfois roses, sont visibles de mai à août. Elles sont plutôt grandes, groupées à la base des feuilles supérieures, l'ensemble forme de grands épis. Commune en Europe, plus spécialement dans les régions méridionales, elle est cependant rare à l'état sauvage. Elle atteint une hauteur de l'ordre d'un mètre.

### Organes reproducteurs
- Type d'inflorescence : glomérules spiciformes
- Répartition des sexes : hermaphrodite
- Type de pollinisation : entomogame
- Période de floraison : mai à juillet

### Graine
- Type de « fruit » : tetrakene
- Mode de dissémination : barochore

### Composants chimiques
Essences (pinène, salvène, thuyone, cinéol, bornéol, camphène), saponine, tanins, résine, acides, mucilage, sels, vitamines, œstrogène, asparagine.

### Habitat et répartition
- Habitat type : pelouses basophile mésoméditerranéennes, mésoxérophiles
- Aire de répartition : introduit (Asie occidentale)

Données d'après : Julve, Ph., 1998 ff. - Baseflor. Index botanique, écologique et chorologique de la flore de France. Version : 23 avril 2004.

## Utilisations

### Histoire
Son nom est déjà une sorte de diplôme d'efficacité puisque salvia vient du latin salvare qui signifie « sauver », « guérir » ; c'est une des plantes sacrées des anciens. Les Romains la récoltaient avec un cérémonial spécial, sans l'intervention d'outils de fer (or, on pense que les sels de fer seraient incompatibles avec la sauge), « en tunique blanche, les pieds nus et bien lavés », après avoir sacrifié au préalable avec du pain et du vin.
Ses effets dus à son huile essentielle et la présence d'un œstrogène avaient déjà été observés aussi bien par les Romains que les Égyptiens.
Pendant tout le Moyen Âge, elle reste une plante primordiale et entre dans de très nombreuses préparations : Eau d’arquebuse, Eau céleste, Eau impériale, etc. Elle fait partie des plantes dont la culture est recommandée dans les domaines royaux par Charlemagne dans le capitulaire De Villis (fin du VIIIe ou début du IXe siècle).
Ce qui est confirmé par le dicton : « qui a de la sauge dans son jardin, n'a pas besoin de médecin ». Elle est encore utilisée dans la pharmacopée moderne.
En cuisine, la feuille de sauge fraîche ou séchée est un condiment employé depuis l'antiquité ; particulièrement apprécié sur les viandes grasses et le porc.
La sauge a été utilisée par diverses cultures pour le blanchiment des dents. Une étude récente (2021) a comparé l'effet de blanchiment des dents de plusieurs végétaux à ceux de dentifrices blanchissants conventionnels (à un et six mois de temps). Les produits testés (sous forme de dentifrice lisse et non-acide ; à pH de 8,2) étaient l'huile de noix de coco (Cocos nucifera L.), un alcoolat de Sauge (Salvia officinalis) L., le rhizome de curcuma (Curcuma longa L.), la feuille du goyavier (Psidium guajava L.), le fruit du citronnier (Citrus limon L., la peau et le fruit d'une fraise de culture (Fragaria x Ananassa). C'est le dentifrice à base de sauge qui s'est montré le plus efficace sur l'émail dentaire de dents récupéré à la suite d'opérations chirurgicales, avec des résultats comparables à ceux du dentifrice conventionnel.

### Agriculture, apiculture
C'est, comme toutes les sauges, une plante mellifère.

### Alimentation
Les feuilles sont employées comme herbes et aromates de cuisines, tout particulièrement dans les marinades et dans l'assaisonnement du gibier.
Les fleurs sont utilisées dans l'industrie alimentaire pour la confection de confitures.
Il existe une recette d'eau de sauge originaire des Alpes-de-Haute-Provence (macération des fleurs dans l'alcool).
Au Moyen Âge, on préparait un vin aromatisé à la sauge. La recette est mentionnée dans le "Tractatus de modo preparandi et condiendi omnia cibaria".
Elle donne son nom, son goût et ses marbrures vertes au fromage anglais Sage Derby.
C'est une plante quotidiennement utilisée au Moyen-Orient, elle y sert à parfumer le thé et accompagne de nombreux plats, en particulier ceux à base de viande.

### Thérapeutique
Sur la base des preuves de la littérature scientifique disponible, la plante présente des effets anticancéreux, anti-inflammatoires, antinociceptifs, antioxydants, antimicrobiens, hypoglycémiques, hypolipidémiques, améliorant la mémoire et la sédation ,.
Provoque l'augmentation de la tension artérielle 
Certains mécanismes moléculaires ont été démontrés, tels que l'activation des récepteurs des benzodiazépines, permettant l'inhibition des convulsions induites par le pentylènetétrazole.
Le mécanisme d'action au niveau des récepteurs GABA / benzodiazépines participe au traitement des bouffées de chaleur et des sueurs en raison des effets oestrogéniques. Elle permet donc l'inhibition des transpirations excessives.
En Médecine traditionnelle chinoise, elle est considérée comme aromatique, amère et âcre, et liée au méridiens du Foie, du Poumon et du Cœur.

#### Toxicité
La sauge contenant de la thuyone aux propriétés neurotoxiques, il ne faut pas abuser de son huile essentielle. À haute dose, l'infusion des feuilles peut également avoir un effet toxique.
À cause des phytoestrogènes qu'elle contient, elle est à éviter lors des premiers mois de la grossesse (risque de fausse couche) ou pendant l'allaitement.

### Plante ornementale
Sa floraison abondante et son feuillage lui valent une place au jardin d'ornement et quelques cultivars ornementaux ont été créés, notamment 'Berggarten' aux larges feuilles et 'purpurascens' aux feuilles pourpres.

Les cultivars condimentaires sont généralement aflores, ne convenant alors pas pour l'ornement floral.

### Culture
La sauge se cultive en sol léger et perméable, voire rocailleux, toujours à exposition ensoleillée. Sa zone de rusticité se situe entre 4 et 8. La multiplication se fait par bouturage ou division des touffes, plus rarement par semis.
La récolte des feuilles se fait du printemps à l'automne, aussi fréquemment qu'on le désire, toujours par temps sec pour effectuer un séchage à l'ombre rapide.

## Galerie

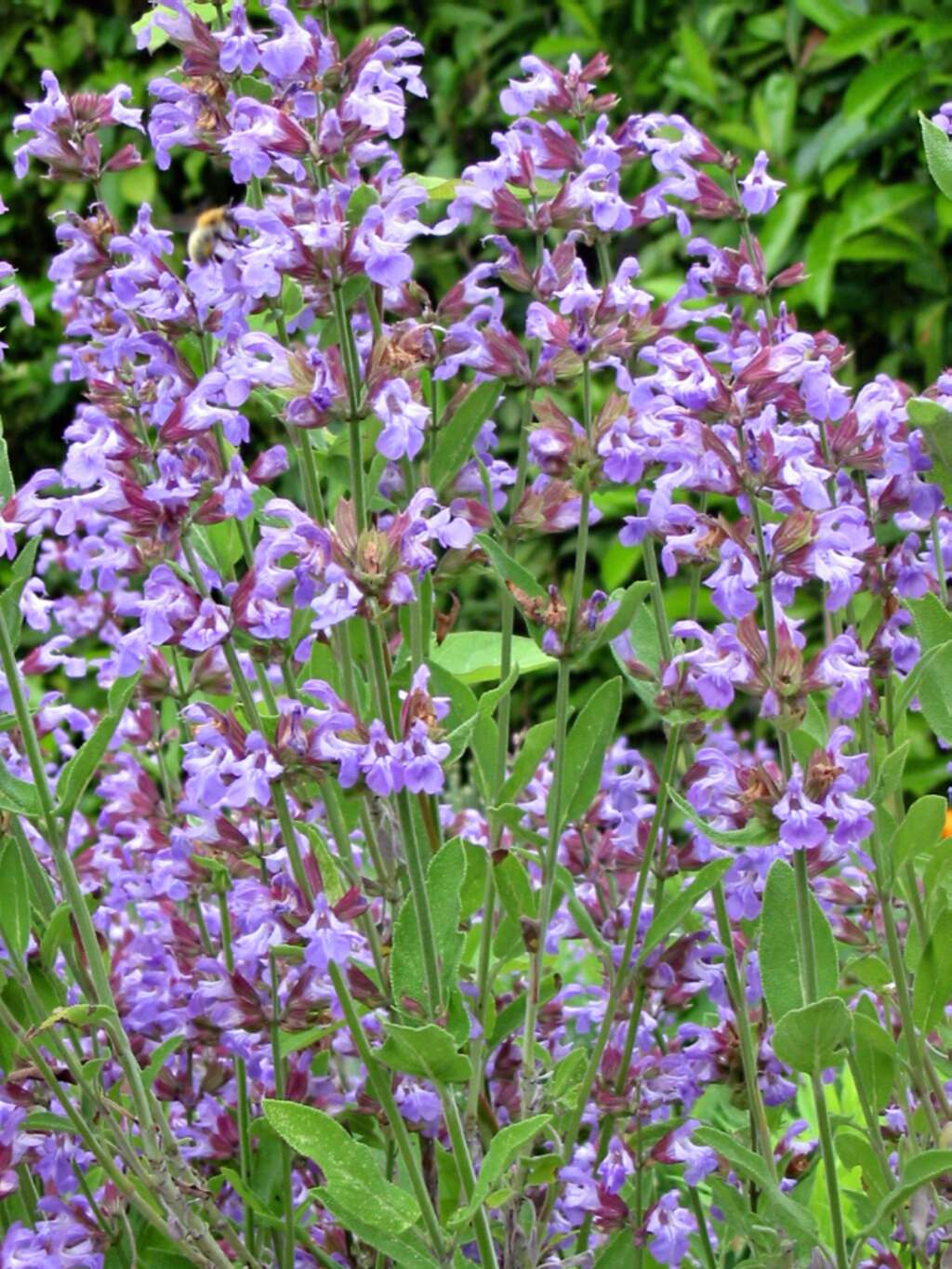
Aspect général.
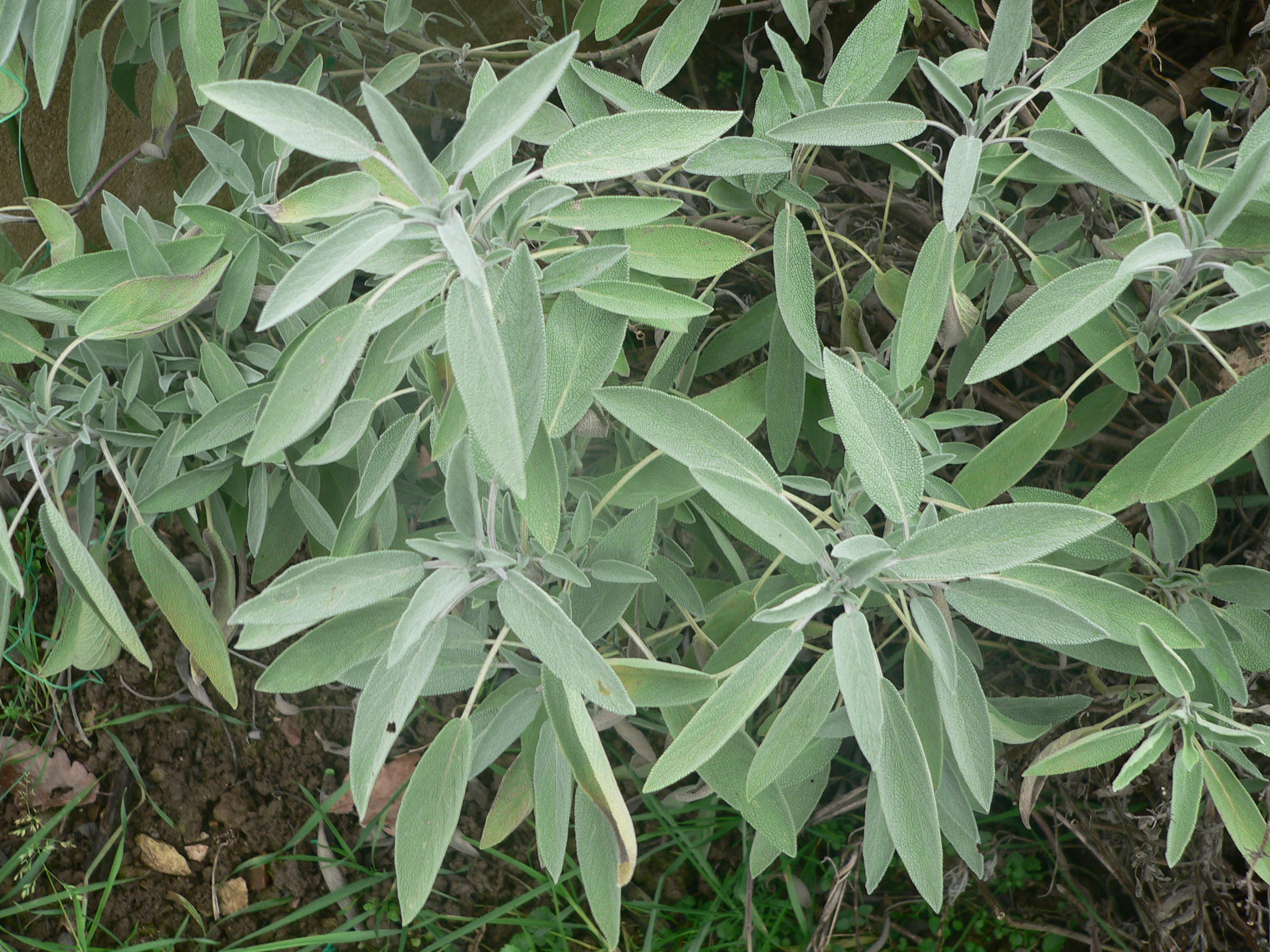
Feuilles.
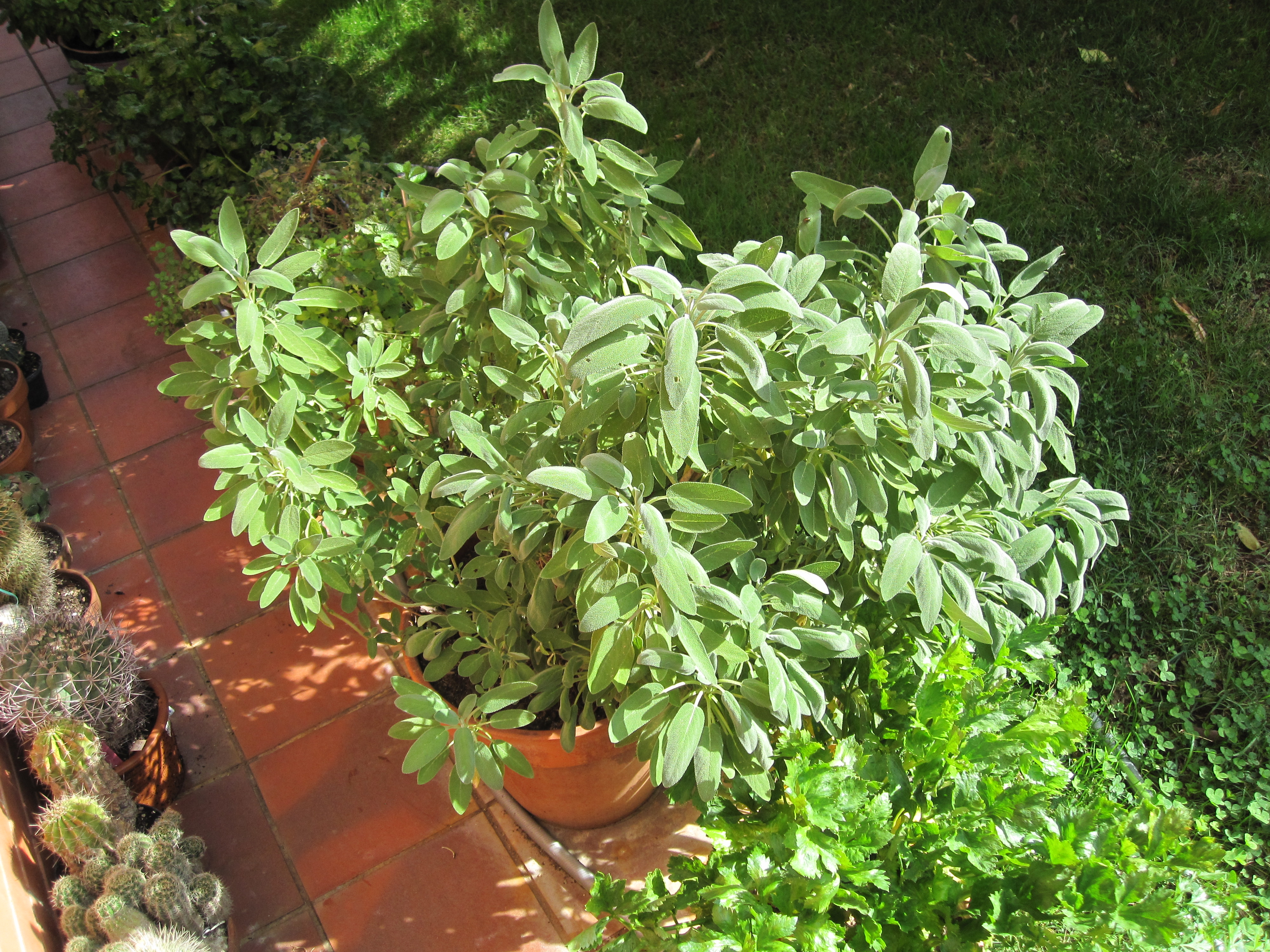
Plante.
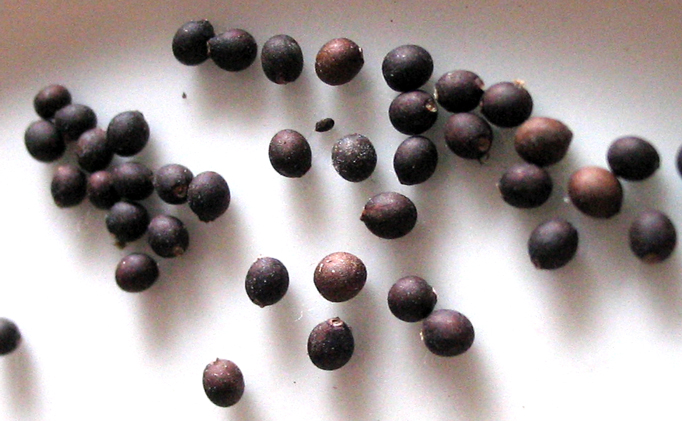
Graines.